# Port lotniczy Gwa
Port lotniczy Gwa (IATA: GWA, ICAO: VYGW) – port lotniczy położony w Gwa, w stanie Arakan, w Mjanmie.